# Epirranthis pulverata
Epirranthis pulverata là một loài bướm đêm trong họ Geometridae.